# Nádia Cruz
Pour les articles homonymes, voir Cruz.
Nádia Vanda Sousa Eloy Cruz, née le 12 juillet 1975 à Luanda, est une nageuse angolaise.

## Carrière
Nádia Cruz remporte les médailles d'argent du 100 mètres brasse et du 200 mètres brasse aux Championnats d'Afrique de natation 1998 à Nairobi. Aux Jeux africains de 1999 à Johannesbourg, elle termine quatrième du 100 mètres brasse, du 200 mètres brasse et 200 mètres quatre nages et cinquième du 400 mètres quatre nages.
Elle participe aux épreuves de natation aux Jeux olympiques d'été de 1988 à Séoul, 1992 à Barcelone, 1996 à Atlanta et 2000 à Sydney sans atteindre de finale ; elle est le porte-drapeau de la délégation angolaise aux Jeux olympiques d'été de 2000.